# Абдурахманов, Абдуджабар Абдуджабарович
Абдурахма́нов Абдуджаба́р Абдуджаба́рович (1907, Ташкент Сырдарьинской области Российской империи — 1975, Москва) — советский и узбекский государственный и партийный деятель. Член ВКП(б) с 1928 года. Входил в состав особой тройки НКВД СССР.

## Биография
Родился в семье ремесленника. Узбек. В 1924—1925 годах — рабочий, затем подмастерье на прядильных фабриках Московской области, где готовились кадры для создававшейся текстильной промышленности Узбекистана. В 1928 году участвовал в строительстве Ферганской текстильной фабрики — первенца текстильной промышленности республики.
С 1929 года — на руководящей хозяйственной и партийной работе: секретарь Маргеланского горкома, секретарь Ферганского горкома, секретарь Янгиюльского райкома, секретарь Кокандского горкома, секретарь Бухарского обкома КП(б) Узбекистана.
23 июля 1938 года назначен Председателем Совета Народных Комиссаров Узбекской ССР. Занял пост под конец массового террора 1937—1938 годов, во время которого были репрессированы все три его предшественника: Файзулла Ходжаев, Абдулла Каримов и Султан Сегизбаев. Этот период отмечен вхождением в состав особой тройки, созданной по приказу НКВД СССР от 30.07.1937 № 00447 и активным участием в сталинских репрессиях.
В отличие от партийного руководителя Узбекистана тех лет «ферганца» Усмана Юсупова, Абдурахманов считается выходцем из «ташкентского» клана. С 15 марта 1946 года Председатель Совета Министров Узбекской ССР. 3 февраля 1948 года постановлением Политбюро ЦК ВКП(б) ему был объявлен «строгий выговор» за провал хлопкозаготовок в 1947 году. 21 августа 1950 года освобождён от должности главы правительства Узбекской ССР.
С 1951 года на различных должностях в Москве и Узбекистане, а также на дипломатической работе:
- 1951—1953 — заместитель министра совхозов СССР.
- 1953—1954 — начальник Главного управления каракулеводческих совхозов Министерства совхозов СССР.
- 1954—1956 — председатель Государственного планового комитета СМ Узбекской ССР.
- 1956—1960 — директор павильона Узбекской ССР на Всесоюзной сельскохозяйственной выставке (Москва).
- 1960—1964 — советник по экономическим вопросам посольства СССР в Демократической Республике Вьетнам.
- 1964—1970 — директор павильона Узбекской ССР на Всесоюзной сельскохозяйственной выставке (Москва).
- 1970—3 октября 1975 — постоянный представитель СМ Узбекской ССР при СМ СССР.

Депутат Верховного Совета СССР 1—3 созывов. Член Центральной Ревизионной комиссии КПСС 21 марта 1939 — 5 октября 1952. Член ЦК КП(Б)Узбекистана 9 июля 1938 — 20 сентября 1952. Член Бюро ЦК КП(б)Узбекистана 9 июля 1938 — 20 августа 1950.

## Награды
- Пять орденов Ленина; награду от 21 января 1939 года получил «за выдающиеся успехи в сельском хозяйстве, и особенно за перевыполнение плана по хлопку»[источник не указан 483 дня].
- Два ордена Трудового Красного Знамени.
- Орден Отечественной войны I-й степени.
- Орден «Знак Почёта».
- Медали.